# Пищевод человека

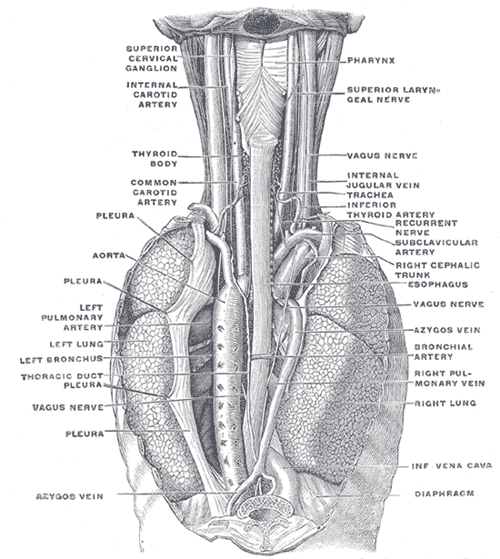
Пищевод человека (в центре). Рисунок из «Анатомии Грея»

Пищево́д (лат. oesóphagus) — часть пищеварительного канала. Представляет собой сплющенную в переднезаднем направлении полую мышечную трубку, по которой пища из глотки поступает в желудок.
Пищевод взрослого человека имеет длину 25—30 см. Является продолжением глотки, начинается в области шеи на уровне VI—VII шейного позвонка, затем проходит через грудную полость в средостении и заканчивается в брюшной полости на уровне X—XI грудных позвонков, впадая в желудок.

## Строение пищевода
Соответственно областям залегания в пищеводе различают: шейную, грудную и брюшную части.
Пищевод имеет три анатомических сужения — диафрагмальное, фарингеальное и бронхиальное ; выделяют также два физиологических сужения — аортальное и кардиальное. 
В верхней части пищевода расположен верхний пищеводный сфинктер, в нижней, соответственно, — нижний пищеводный сфинктер, которые играют роль клапанов, обеспечивающих прохождение пищи по пищеварительному тракту только в одном направлении и препятствующих попаданию агрессивного содержимого желудка в пищевод, глотку, ротовую полость.
Стенка пищевода построена из слизистой оболочки, подслизистой основы, мышечной и адвентициальной оболочек. Мышечная оболочка пищевода состоит из двух слоев: наружного продольного и внутреннего циркулярного. В верхней части пищевода мышечная оболочка образована поперечно-полосатыми мышечными волокнами. Примерно на уровне одной трети пищевода (считая сверху) поперечно-полосатые мышечные волокна постепенно заменяются гладкомышечными. В нижней части мышечная оболочка состоит только из гладкомышечной ткани.
Слизистая оболочка покрыта многослойным плоским эпителием, в подслизистой оболочке находятся слизистые железы, открывающиеся в просвет органа.
В пищеводе слизистая оболочка эпителиального типа. Эпителий многослойный плоский неороговевающий, лежит на тонковолокнистой соединительной ткани — собственном слое слизистой оболочки, состоящем из тонких пучков коллагеновых волокон; содержит также ретикулиновые волокна, соединительнотканные клетки. Собственный слой слизистой оболочки вдаётся в эпителий в виде сосочков.

## Моторная функция пищевода

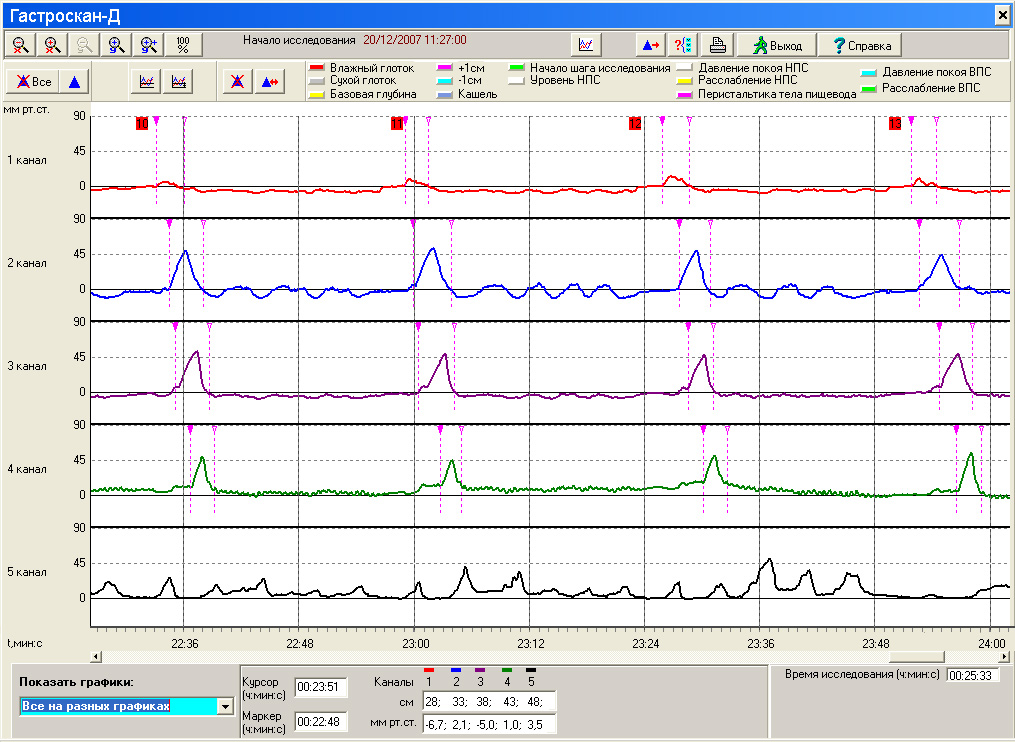
Манометрия пищевода. Видны четыре первичные перистальтические волны при «влажных глотках»

Моторная функция пищевода обеспечивает быстрое продвижение проглоченного пищевого комка в желудок без перемешивания и толчков. Транспорт пищи вдоль всей длины пищевода происходит за 2 -3 секунды при проглатывании болюса жидкости и за 8—9 секунд при проглатывании твёрдой пищи. Это достигается сокращениями, которые имеют большую амплитуду и длительность, быстрое непрерывное распространение по всей длине пищевода.
Координируются функции пищевода произвольными и непроизвольными механизмами. Первичная перистальтика возникает в ответ на глотание и обеспечивает прохождение пищи через верхний пищеводный сфинктер и тело пищевода сквозь расслабленный нижний пищеводный сфинктер в желудок. Вторичная перистальтика представляет собой сокращения, возникающие в пищеводе не в ответ на глотание, а вследствие стимуляции сенсорных рецепторов тела пищевода. Обычно это происходит при растяжении пищевода комком пищи, который не прошёл сквозь пищевод, либо в ответ на рефлюкс (заброс) содержимого желудка в пищевод.
Скорость перистальтической волны в пищеводе около 3—5 см в секунду. В состоянии покоя в пищеводе поддерживается давление около 10 см вод. ст. Тоническое напряжение в верхнем и нижнем пищеводных сфинктерах, «запирающих» пищевод с обеих сторон, — 20—30 см вод. ст. Возникающая при глотании первичная перистальтическая волна создаёт давление примерно 70—90 см вод. ст., изменяясь в пределах от 30 до 140 см вод. ст. Скорость перистальтики глотка 2—4 см в с. При средней длине пищевода 25—30 см перистальтическая волна проходит его за 6—10 с.
Особенностью перистальтики глотания является угнетение следующим глотком перистальтической волны предыдущего глотка, если при этом предыдущий глоток не прошёл участок поперечно-полосатой мускулатуры. Частые повторные глотки полностью угнетают перистальтику пищевода и расслабляют нижний пищеводный сфинктер. Только медленные глотки и освобождение пищевода от предыдущего болюса пищи создают условия для нормальной перистальтики.
Для исследования моторной функции пищевода в качестве диагностического теста используется манометрия пищевода, при исследовании акта глотания — манометрия верхнего пищеводного сфинктера.

## Некоторые из заболеваний пищевода
- Кардиоспазм
- Ахалазия кардии
- Гастроэзофагеальная рефлюксная болезнь
- Рак пищевода
- Дивертикул пищевода
- Эзофагит
- Диффузный спазм пищевода
- Дискинезия пищевода
- Синдром Мэллори-Вейсса
- Спонтанный разрыв пищевода (синдром Бурхаве)
- Функциональная изжога
- Гиперсенситивный пищевод
- Гипертензивная перистальтика пищевода[англ.]
- Стеноз пищевода